# Jodie Foster
Alicia Christian Foster (Los Ángeles, California, 19 de noviembre de 1962), más conocida como Jodie Foster, es una actriz de cine y directora de cine estadounidense. Ha sido galardonada hasta en dos ocasiones con el Premio Óscar y en tres ocasiones a los Premios Globo de Oro y a los Premios BAFTA. Por su larga trayectoria profesional en cine y televisión, en 2013, recibió el Premio Cecil B. DeMille y en 2021, la Palma de Oro honoraria.

## Biografía
Nació como la hija más joven de Lucius Fisher Foster III y Evelyn Ella Almond. Su padre provenía de una familia rica de Chicago, cuyos antepasados incluyeron a John Alden, que había llegado a Norteamérica en el Mayflower en 1620.
A lo largo de su carrera ha ganado cuatro Globos de Oro y dos Óscar. Estudió en el exclusivo colegio "Liceo Francés de Los Ángeles", y después en la Universidad de Yale, donde en el año 1985 se graduó Magna cum laude en Literatura inglesa. Jodie Foster recibió el Premio Cecil B. DeMille por toda su carrera en los Globos de Oro 2013. Está considerada como una de las más grandes actrices de su generación y su interpretación en películas dramáticas, en particular en Taxi Driver y The Silence of the Lambs son consideradas icónicas, aunque también incurrió ocasionalmente en la comedia (Maverick).

## Trayectoria

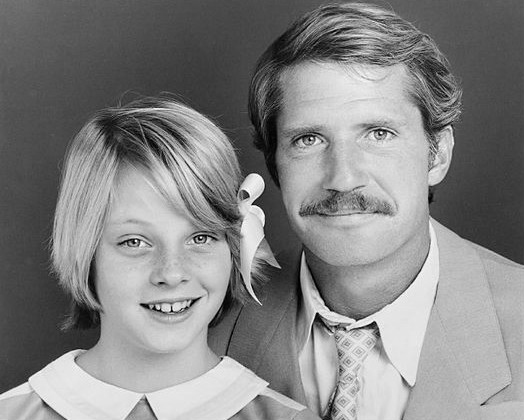
Jodie Foster en 1974

Debutó a los dos años de edad protagonizando un anuncio de televisión de las cremas bronceadoras Coppertone. A los cuatro comenzó a actuar en series de televisión. A la edad de 12 años alcanzó su primer éxito cinematográfico con Taxi Driver (1976) de Martin Scorsese, obteniendo una nominación para los Óscar. Ese mismo año actuó además en Bugsy Malone (lo que le valió dos galardones BAFTA como mejor actriz de reparto y nueva figura prometedora) y Viernes alocado.
Las interpretaciones de Foster son notables, caracterizando a mujeres con fuertes cargas emocionales, confiriéndole a sus personajes un complejo perfil de emociones encontradas. Es una actriz interesada en dirección desde el inicio de la década del 2010.
Las películas en las que actuó son, entre otras: Le sang des autres (C. Chabrol, 1983), Acusados (J. Kaplan, 1988; su primer Óscar), The Silence of the Lambs (El silencio de los corderos, de Jonathan Demme, 1991; su segundo Óscar), Shadows and Fog (Woody Allen, 1991), Sommersby (J. Amiel, 1992), Nell (M. Apted, 1994), Contact (de Robert Zemeckis, 1997), Anna and the King (A. Tennant, 1999) y La habitación del pánico (David Fincher, 2002).
A finales de la década de 1990 fue espaciando sus trabajos. Entre los más recientes, hay que destacar The Beaver (El castor) con Mel Gibson, y Carnage de Roman Polanski.
Se le ofreció un sueldo millonario por retomar su papel de la detective Starling de The Silence of the Lambs para la secuela Hannibal, pero al contrario que Anthony Hopkins, rechazó participar en ella; según unos, porque temía no igualar el nivel del primer filme, y según otros, porque el argumento de la continuación era demasiado truculento.[cita requerida] Años atrás, rechazó varios papeles incluyendo el de Violet en Pretty Baby. Foster lo rechazó porque no quería ser encasillada como una prostituta adolescente.
Debutó como directora con Little Man Tate en 1991.

## Legado
Foster es considerada una de las mejores actrices de su generación. El asteroide 17744 Jodiefoster recibe su nombre en su honor. En 2003, Foster fue votada como el número 23 en la cuenta regresiva de Channel 4 de las 100 mejores estrellas de cine de todos los tiempos. Entertainment Weekly la posicionó en el puesto 57 en su lista de las 100 estrellas de cine más grandes de todos los tiempos en 1996.
La revista People la nombró la mujer más bella del mundo en 1992. En 2016, Foster fue incluida en el Paseo de la Fama de Hollywood con una estrella de cine ubicada en 6927.

## Vida personal

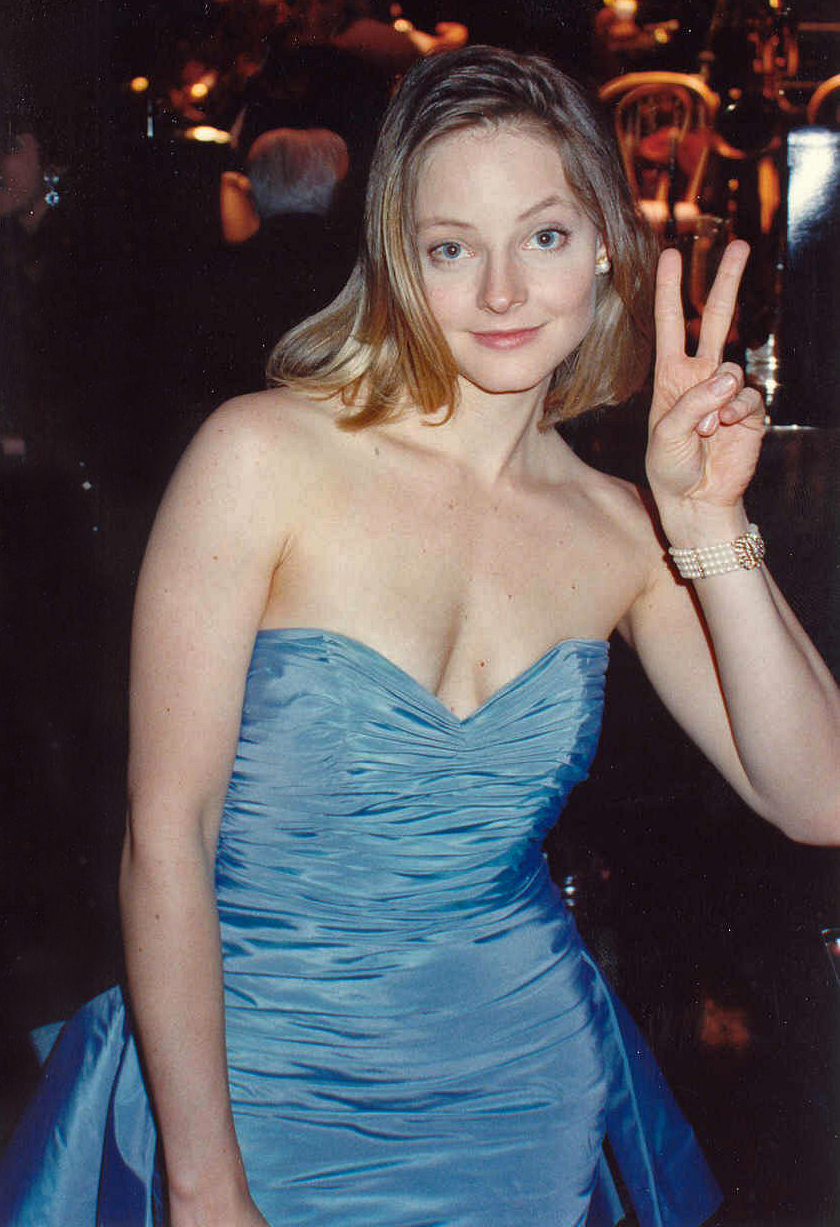
Jodie Foster en la entrega de los Óscar 1989.

Mantiene una fuerte privacidad sobre su vida íntima, a diferencia de muchos de los compañeros de profesión.
La actriz tiene dos hijos, Charles (1998) y Kit (2001). Foster nunca ha revelado ningún dato acerca de la identidad de los padres.
Durante años se rumoreó en los medios de prensa acerca de su posible orientación sexual como lesbiana, algo que algunos medios entendieron que reconoció públicamente en diciembre de 2007, al recoger un premio de la revista Hollywood Reporter en un desayuno en Los Ángeles, cuando Foster agradeció su éxito a "mi hermosa Cydney que me acompaña en las buenas y en las malas", en referencia a la productora Cydney Bernard, que ha sido considerada por muchos medios la pareja de Foster desde que se conocieron en 1992 durante el rodaje de Sommersby. Foster y Bernard nunca acudieron juntas a estrenos o ceremonias de premios, ni fueron vistas jamás en actitud afectuosa, aunque Bernard fue vista en público con los hijos de la actriz en varias ocasiones. Cinco meses después, en mayo de 2008, numerosos medios de información dieron la noticia de la "ruptura" de la presunta pareja. En enero de 2013, durante la entrega de los Globos de Oro, la actriz dejó claro su  lesbianismo subrayando la necesidad de mantener su privacidad.
En abril de 2014 contrajo matrimonio con la fotógrafa y actriz Alexandra Hedison, expareja de la también actriz y presentadora Ellen DeGeneres. Alexandra es hija del actor David Hedison.
La actriz también habla francés, por lo que generalmente realiza el doblaje de sus películas a dicho idioma. También domina el italiano y comprende el español y el alemán. Aunque se ha afirmado muchas veces que Foster es miembro de Mensa, organización para personas con elevado cociente intelectual, lo cierto es que la misma actriz ha negado que esto sea verdad en una entrevista para la RAI.
John Hinckley Jr. quien ejecutó un atentado fallido contra la vida de Ronald Reagan el 30 de marzo de 1981 dijo que con esto pretendía llamar la atención de Foster, con la que estaba obsesionado a causa de su interpretación como una joven prostituta en la película Taxi Driver.

## Filmografía

### Cine
| Año  | Título                                  | Personaje                          | Notas                |
| ---- | --------------------------------------- | ---------------------------------- | -------------------- |
| 1972 | Kansas City Bomber                      | Rita                               |                      |
| 1972 | Napoleon and Samantha                   | Samantha                           |                      |
| 1973 | Tom Sawyer                              | Becky Thatcher                     |                      |
| 1973 | One Little Indian                       | Martha McIver                      |                      |
| 1974 | Alice Doesn't Live Here Anymore         | Audrey                             |                      |
| 1976 | The Little Girl Who Lives Down the Lane | Rynn Jacobs                        |                      |
| 1976 | Freaky Friday                           | Annabel Andrews                    |                      |
| 1976 | Bugsy Malone                            | Tallulah                           |                      |
| 1976 | Taxi Driver                             | Iris Steensma                      |                      |
| 1976 | Echoes of a Summer                      | Deirdre Striden                    | aka The Last Castle  |
| 1977 | Candleshoe                              | Casey Brown                        |                      |
| 1977 | Casotto                                 | Teresina Fedeli                    | aka Beach House      |
| 1977 | Moi, fleur bleue                        | Isabelle Tristan (aka Fleur bleue) |                      |
| 1980 | Foxes                                   | Jeanie                             |                      |
| 1980 | Carny                                   | Donna                              |                      |
| 1982 | O'Hara's Wife                           | Barbara O'Hara                     |                      |
| 1983 | Svengali                                | Zoe Alexander                      |                      |
| 1984 | Le sang des autres                      | Hélène Bertrand                    |                      |
| 1984 | The Hotel New Hampshire                 | Frannie Berry                      |                      |
| 1986 | Mesmerized                              | Victoria Thompson                  | También coproductora |
| 1987 | Siesta                                  | Nancy                              |                      |
| 1987 | Five Corners                            | Linda                              |                      |
| 1988 | Acusados                                | Sarah Tobias                       |                      |
| 1988 | Stealing Home                           | Katie Chandler                     |                      |
| 1990 | Catchfire                               | Anne Benton                        |                      |
| 1991 | Little Man Tate                         | Dede Tate                          |                      |
| 1991 | The Silence of the Lambs                | Clarice Starling                   |                      |
| 1992 | Shadows and Fog                         | Dorrie                             |                      |
| 1993 | Sommersby                               | Laurel Sommersby                   |                      |
| 1994 | Nell                                    | Nell Kellty                        |                      |
| 1994 | Maverick                                | Sra. Annabelle Bransford           |                      |
| 1995 | Home for the Holidays                   | N/A                                | Directora            |
| 1997 | Contact                                 | Dra. Ellie Arroway                 |                      |
| 1998 | The Uttmost                             | Ella misma                         |                      |
| 1999 | Anna and the King                       | Anna Leonowens                     |                      |
| 2002 | La habitación del pánico                | Meg Altman                         |                      |
| 2002 | The Dangerous Lives of Altar Boys       | Hermana Assumpta                   |                      |
| 2003 | Abby Singer                             | Ella misma                         |                      |
| 2004 | Largo domingo de noviazgo               | Elodie Gordes                      |                      |
| 2005 | Plan de vuelo: desaparecida             | Kyle Pratt                         |                      |
| 2006 | Plan oculto                             | Madeline White                     |                      |
| 2007 | Valiente - La extraña que hay en ti     | Erica Bain                         |                      |
| 2008 | La isla de Nim                          | Alexandra Rover                    |                      |
| 2010 | The Beaver                              | Meredith Black                     |                      |
| 2011 | Un Dios Salvaje (Carnage)               | Penélope Longstreet                |                      |
| 2013 | Elysium                                 | Jessica Delacourt                  |                      |
| 2016 | Money Monster                           | N/A                                | Directora            |
| 2018 | Hotel Artemis                           | Jean Thomas (la enfermera)         |                      |
| 2021 | The Mauritanian                         | Nancy Hollander                    |                      |
| 2023 | Nyad                                    | Bonnie Stoll                       |                      |
| 2025 | Vida privada                            | Lilian Steiner                     |                      |

### Televisión
| Año       | Título                          | Personaje                           | Notas                                                                     |
| --------- | ------------------------------- | ----------------------------------- | ------------------------------------------------------------------------- |
| 1968–1970 | Mayberry R.F.D.                 | Hada / Niña                         | Episodios: "The Church Play" / "All for Charity"                          |
| 1969      | The Doris Day Show              | Jenny Benson                        | Episodio: "The Baby Sitter"                                               |
| 1969–1971 | The Courtship of Eddie's Father | Joey Kelly                          | 6 episodios                                                               |
| 1969–1972 | Gunsmoke                        | Susan Sadler / Patricia / Marieanne | Episodios: "The Roots of Fear" / "P.S. Murry Christmas" / "The Predators" |
| 1970      | Menace on the Mountain          | Suellen McIver                      | Telefilme                                                                 |
| 1972      | My Sister Hank                  | Henrietta "Hank" Bennett            | Telefilme                                                                 |
| 1972      | Bonanza                         | Bluebird                            | Episodio: "A Place to Hide"                                               |
| 1973      | Rookie of the Year              | Sharon Lee                          | Telefilme                                                                 |
| 1973      | Alexander, Alexander            | Sue                                 | Telefilme                                                                 |
| 1973      | The Addams Family               | Pugsley (Voz)                       | 16 episodios                                                              |
| 1973      | Kung Fu                         | Alethea Patricia Ingram             | Episodio: "Alethea"                                                       |
| 1974      | Smile Jenny, You're Dead        | Liberty Cole                        | Telefilme                                                                 |
| 1975      | The Secret Life of T.K. Dearing | T.K. Dearing                        | Telefilme                                                                 |
| 1975      | Medical Center                  | Ivy                                 | Episodio: "The Captives"                                                  |
| 1996      | Frasier                         | Marlene (Voz)                       | Episodio: "Moon Dance"                                                    |
| 1997      | The X Files                     | Betty (Voz)                         | Episodio: "Never Again"                                                   |
| 2009      | The Simpsons                    | Maggie Simpson (Voz)                | Episodio: "Four Great Women and a Manicure"                               |
| 2013–2014 | Orange Is the New Black         | N/A                                 | Directora, Episodios: "Lesbian Request Denied", "Thirsty Bird"            |
| 2014      | House of Cards                  | N/A                                 | Directora, Episodio: "Chapter 22"                                         |
| 2014      | Makers: Women Who Make America  | Narrador                            | Episodio: "Women in Space"                                                |
| 2017      | Black Mirror                    | N/A                                 | Directora, Episodio: "Arkangel"                                           |
| 2020      | Tales from the Loop             | N/A                                 | Directora, Episodio: "Home"                                               |
| 2024      | True Detective: Night Country   | Jefe Liz Danvers                    | 6 episodios, también productora ejecutiva                                 |

## Premios y nominaciones
Premios Óscar
Jodie Foster es una de las pocas actrices que se ha sido galardonada con dos premios Óscar a la Mejor Actriz (1989-1992).
| Año  | Categoría               | Trabajo nominado         | Resultado |
| ---- | ----------------------- | ------------------------ | --------- |
| 1977 | Mejor actriz de reparto | Taxi Driver              | Nominada  |
| 1989 | Mejor actriz            | The Accused              | Ganadora  |
| 1992 | Mejor actriz            | The Silence of the Lambs | Ganadora  |
| 1995 | Mejor actriz            | Nell                     | Nominada  |
| 2024 | Mejor actriz de reparto | Nyad                     | Nominada  |

Premios BAFTA
| Año  | Categoría                    | Trabajo nominado         | Resultado |
| ---- | ---------------------------- | ------------------------ | --------- |
| 1977 | Nueva actriz más prometedora | Taxi Driver Bugsy Malone | Ganadora  |
| 1977 | Mejor actriz de reparto      | Taxi Driver Bugsy Malone | Ganadora  |
| 1990 | Mejor actriz                 | The Accused              | Nominada  |
| 1992 | Mejor actriz                 | The Silence of the Lambs | Ganadora  |

Premios Globo de Oro
| Año  | Categoría                            | Trabajo nominado              | Resultado |
| ---- | ------------------------------------ | ----------------------------- | --------- |
| 1977 | Mejor actriz - Comedia o musical     | Freaky Friday                 | Nominada  |
| 1989 | Mejor actriz - Drama                 | The Accused                   | Ganadora  |
| 1992 | Mejor actriz - Drama                 | The Silence of the Lambs      | Ganadora  |
| 1995 | Mejor actriz - Drama                 | Nell                          | Nominada  |
| 1998 | Mejor actriz - Drama                 | Contact                       | Nominada  |
| 2008 | Mejor actriz - Drama                 | The Brave One                 | Nominada  |
| 2012 | Mejor actriz - Comedia o musical     | Carnage                       | Nominada  |
| 2013 | Premio Cecil B. DeMille              | —                             | Ganadora  |
| 2021 | Mejor actriz de reparto              | The Mauritanian               | Ganadora  |
| 2024 | Mejor actriz de reparto              | Nyad                          | Nominada  |
| 2025 | Mejor actriz – Miniserie o telefilme | True Detective: Night Country | Ganadora  |

Premios de la Crítica Cinematográfica
| Año  | Categoría               | Trabajo nominado | Resultado |
| ---- | ----------------------- | ---------------- | --------- |
| 2024 | Mejor actriz de reparto | Nyad             | Nominada  |

Premios Primetime Emmy
| Año  | Categoría                            | Trabajo nominado                                | Resultado |
| ---- | ------------------------------------ | ----------------------------------------------- | --------- |
| 1999 | Mejor telefilme (como productora)    | The Baby Dance                                  | Nominada  |
| 2014 | Mejor dirección - Serie de comedia   | Orange Is the New Black: Lesbian Request Denied | Nominada  |
| 2024 | Mejor actriz - Miniserie o telefilme | True Detective: Night Country                   | Ganadora  |

Premios del Sindicato de Actores
| Año  | Categoría               | Trabajo nominado | Resultado |
| ---- | ----------------------- | ---------------- | --------- |
| 1995 | Mejor actriz            | Nell             | Ganadora  |
| 2024 | Mejor actriz de reparto | Nyad             | Nominada  |